# マカロニアンモナイト
マカロニアンモナイト（Macaroni Ammonit）は、富士フイルムによって運営されていた無料のウェブマガジン形式のウェブサイトである。

## 概要
1996年12月に開設し、2009年3月18日まで更新が続けられた老舗のウェブマガジン。
紙媒体の出版物から派生したのではない、純粋にウェブページのオンライン閲覧のみで完結しているウェブマガジン。開設当初は富士フイルムサイト内の1コンテンツ fujifilm.co.jp/ammo/ であったが、2002年4月に独自ドメイン ammo.jp となり独立したウェブサイトとなる。基本的にUPされた記事はそのままバックナンバーとして残る蓄積追加更新タイプのウェブサイトで、膨大な量のコンテンツがバックナンバーページとして収録されている。膨大なテキスト記事があるため、調べもののため検索エンジンでキーワード検索を行うと、しばしばこのサイトの記事に辿り着くという現象が起こる。（サイトの総ページ数は2万ページ近くと推測されている）連載記事ページ群では、装飾の押さえられたテキスト記事と小サイズの写真画像というシンプルな構造で、遅いネット環境からの閲覧であっても、多数のページを読み進みやすい作りを維持している。一方、一般のネット環境の高速化にともない、2001年頃からは特集記事に大型の画像を多数レイアウトしたり、Flash作品のギャラリーコンテンツなども登場している。
2021年春、富士フイルム公式webのリニューアルに伴い「マカロニアンモナイト ammo.jp」サイト消滅。

## 内容
写真文化関連の話題をメインに、食や遊び・芸術アート・音楽・旅・趣味人へのインタビュー記事など、多方面の話題が取り上げられている。有名人のまだ無名に近かった若い頃の記事が閲覧可能であったことも特色の一つ。

## 主なコンテンツ

### 月刊特集
前編後編の2回連続で読みきりスタイルの記事。毎月更新。「Cursor」→「月刊ビジュアルスタジオ」→「月刊特集」とコーナー名称を変更しつつサイト開設当初から続く。

### 週刊フォトエッセイ
個性的なライターによる連載読み物記事。毎週更新。「Daguerreo」→「週刊フォトエッセイ」とコーナー名称を変更しつつサイト開設当初から続く。

### 月刊ギャラリー
Flash作品による見て楽しむコンテンツ。毎月更新。アート系の「デジタル・モビール」と、やや実用的な「からくり時計」の2コーナー。2001年10月に登場。